# Cryosophila stauracantha
Cryosophila stauracantha ist eine in Zentralamerika heimische Palmenart aus der Gattung Cryosophila. Sie wird in tropischen Gebieten gelegentlich als Zierpflanze im Freien gezogen.

## Merkmale
Cryosophila stauracantha ist eine einzelstämmige Palme. Ihr Stamm wird meist 3 bis 6 m hoch (selten 1,2 bis 10 m) und ist meist aufrecht, seltener aufwärts gebogen. Der Brusthöhendurchmesser beträgt 5 bis 12,1 cm. Die Internodien sind 1,2 bis 2,9 cm lang. Die Wurzel-Dornen am Stamm sind meist an der Stammbasis am dichtesten und dünnen nach oben hin aus. Auf 10 cm Stammlängen kommen 0 bis 150 oder mehr Dornen. Die meisten sind bis etwa 15 cm lang, meist zwischen 4 und 6 cm. In seltenen Fällen können sie auch 40 cm lang werden. Sie sind unverzweigt oder einfach verzweigt und weisen meist nach unten.
Die Krone besteht aus 18 bis 24 kreisförmigen Blättern. Der Blattstiel ist meist 0,78 bis 1,68 cm lang. Die mittleren Segmente der Blattspreite sind meist 59,5 bis 96,5 cm lang, die randständigen 43,5 bis 96,5 cm. Der zentrale Spalt teilt die Spreite in zwei gleiche Hälften und reicht auf 1 bis 5 cm an die Spreitenbasis heran. Die primären Spalten teilen jede Hälfte in 5 bis 8 Sektionen, die dann jeweils aus 2 bis 5 Segmenten bestehen. Die sekundären Spalten reichen ein Drittel bis drei Viertel der Länge bis zur Basis. 
Der Blütenstand ist meist doppelt verzweigt und wächst aufsteigend aus dem Blattstiel-Spalt des sie tragenden Blattes. Später ist er bogig oder nach unten weisend. Die Hauptachse ist meist 54 bis 79,5 cm lang, der Blütenstandsstiel 20,5 bis 50,5 cm. Das Vorblatt ist 9 bis 19 cm lang, die 5 bis 6 Hochblätter am Blütenstandsstiel 4,1 bis 9,3 cm. Die 20 bis 32 Hochblätter der Blütenstandsachse fallen meist zur Blütezeit ab. Die untersten sind 10,5 bis 23,5 cm lang und schmal oval bis oval. Die Blüten sind weiß, und 3,4 bis 4,6 mm lang bei einem Durchmesser von 2,6 bis 3,3 mm. 
Der Fruchtstand ist offen, die Seitenzweige erster Ordnung sind sichtbar. Die Frucht ist 1,1 bis 1,4 cm lang und annähernd kugelig. Der einzige Samen ist 0,8 bis 1,1 cm lang.

## Verbreitung
Cryosophila stauracantha kommt im äußersten Südosten von Mexiko, in Belize, Honduras und im Norden von Guatemala vor. Sie wächst in nassen bis trockenen Tiefland-Wäldern bis in 600 m Seehöhe.

## Taxonomie
Cryosophila stauracantha wurde 1846 von Gustav Heynhold in Alphabetische und Synonymische Aufzahlung der in der Jahren 1840 bis 1846 in den europäischen Gärten eingeführten Gewächse... Seite 136 als Chamaerops stauracantha erstbeschrieben. Die Art wurde 1995 von Randall J. Evans in Systematic Botany Monographs; Monographic Series of the American Society of Plant Taxonomists Band 46 Seite 57 als Cryophila stauracantha (Heynhold) R.Evans in die Gattung Cryosophila gestellt.